# Argia hebdomatica
Argia hebdomatica är en trollsländeart som beskrevs av Navás 1934. Argia hebdomatica ingår i släktet Argia och familjen dammflicksländor. Inga underarter finns listade i Catalogue of Life.